# 范沃特 (喬治亞州)
范沃特（英語：Van Wert）是位於美國喬治亞州波爾克縣的一個非建制地區。該地的面積和人口皆未知。

## 地理
范沃特的座標為33°59′14″N 85°02′36″W / 33.98722°N 85.04333°W，而該地的平均海拔高度為244米（即801英尺）。